# 南靜郡
南静郡，中国南北朝时设置的郡。
南朝梁封临贺郡置南静郡，属靜州。治所在开建县（今广东封开县东北南丰镇东）。辖境相当今广东省封开县东北境。南朝陈沿置，隋文帝开皇九年（589年）隋灭陈，次年，平岭南，废南静郡，开建县地入连州。